# Reengus
Reengus (o Ringas, Ringus) è una suddivisione dell'India, classificata come municipality, di 22.928 abitanti, situata nel distretto di Sikar, nello stato federato del Rajasthan. In base al numero di abitanti la città rientra nella classe III (da 20.000 a 49.999 persone).

## Geografia fisica
La città è situata a 27° 21' 0 N e 75° 34' 0 E e ha un'altitudine di 456 m s.l.m..

## Società

### Evoluzione demografica
Al censimento del 2001 la popolazione di Reengus assommava a 22.928 persone, delle quali 12.300 maschi e 10.628 femmine. I bambini di età inferiore o uguale ai sei anni assommavano a 3.678, dei quali 1.944 maschi e 1.734 femmine. Infine, coloro che erano in grado di saper almeno leggere e scrivere erano 14.322, dei quali 9.189 maschi e 5.133 femmine.